# شوتارنا الثاني

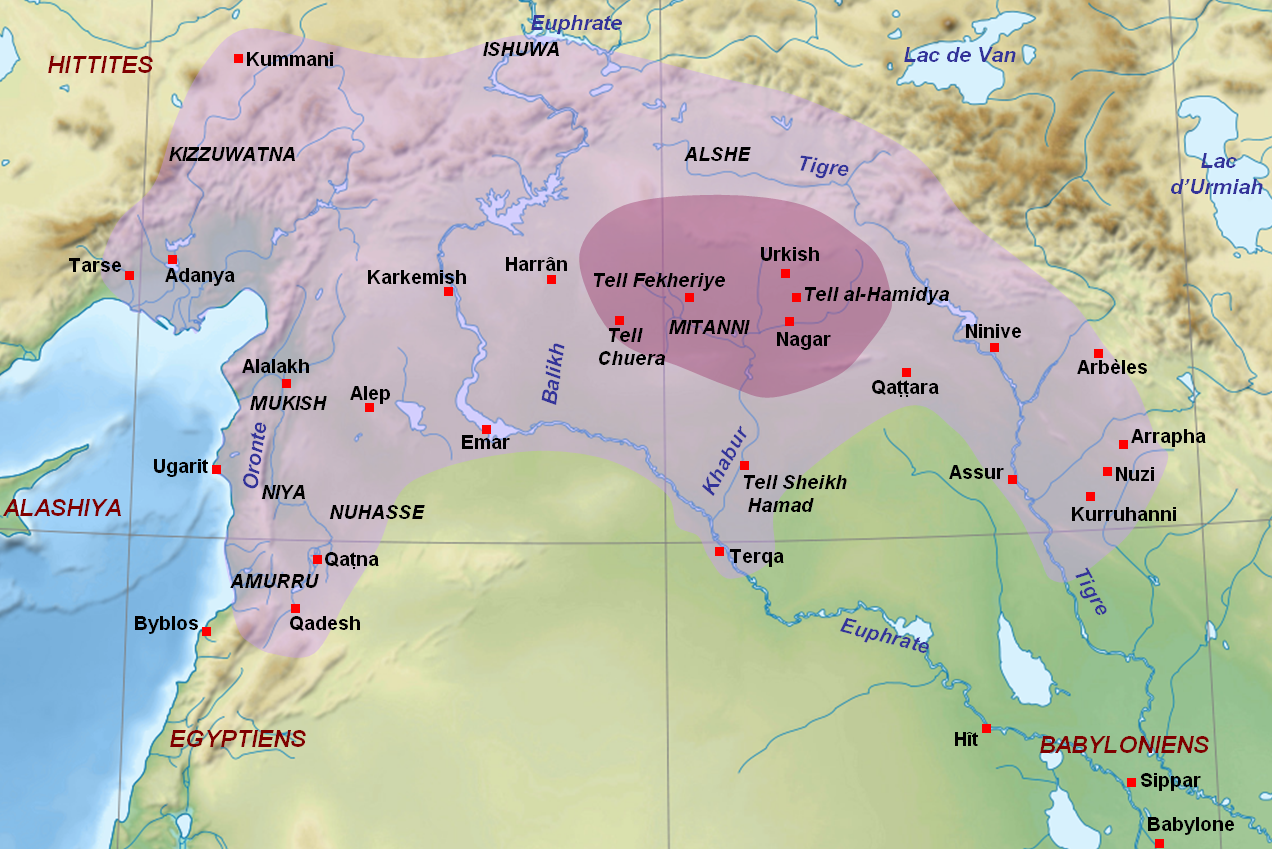
خريطة مملكة ميتاني في أقصى امتداد لها

كان شوتارنا الثاني (بالإنجليزية: Shuttarna II أو Šuttarna II)‏ ملكًا لمملكة ميتاني الحورية في بلاد الرافدين في القرن الرابع عشر قبل الميلاد.
كان شوتارنا سليلًا وربما ابنًا لملك ميتاني العظيم أرتاتاما الأول. كان حليفًا للفرعون المصري أمنحتب الثالث وتم تسجيل المعاملات الدبلوماسية للملوك لفترة وجيزة في رسائل تل العمارنة. تم تزويج الفرعون المصري أمنحتب الثالث لكيلو-هيبا (أو غيلوخيبا) ابنة شوتارنا الثاني لختم التحالف بين المنزلين الملكيين في العام العاشر للحكم الفرعون، آخذة معنه مهرًا كبيرا.
في عهد شوتارنا الثاني، بلغت مملكة ميتاني أوج قوتها وازدهارها. من ألالاخ في الغرب، تشاركت ميتاني حدودها مع مصر في شمال سوريا، بالقرب من نهر العاصي تقريبًا. كان قلب المملكة في حوض نهر خابور حيث كانت العاصمة واشوكاني. كانت آشور وكذلك أررابخا في الشرق ممالك تابعة لميتاني. حاول الحيثيون غزو أراضي الحدود الشمالية لميتاني، لكن هُزِموا من قبل شوتارنا.
ليس من المؤكد من خلفه على العرش، ويحتمل أن ذلك قد تم من قبل ابنه توشراتا، أو لربما أرتاشومارا في ظروف مريبة.